# Crane Brinton
Clarence Crane Brinton (Winsted, Connecticut, 1898 - Cambridge, Massachusetts, 7 tháng 9 năm 1968) là một nhà sử học người Mỹ chuyên viết về nước Pháp, cũng như là nhà sử học tư tưởng. Tác phẩm nổi tiếng nhất của ông, The Anatomy of Revolution (Mổ xẻ cuộc cách mạng) xuất bản năm 1938, đã so sánh động cơ của các phong trào cách mạng với sự tiến triển của bệnh sốt.
Chào đời tại Winsted, Connecticut, gia đình ông đã sớm chuyển đến Springfield, Massachusetts, nơi ông lớn lên và nhập học trường các trường công lập trước khi bước chân vào Đại học Harvard năm 1915. Nhờ thành tích học tập xuất sắc đã giúp ông giành được Học bổng Rhodes để theo học Đại học Oxford, nhận bằng Tiến sĩ (D.Phil.) vào năm 1923.  Brinton sau đó bắt đầu giảng dạy tại trường Đại học Harvard cùng năm đó, chính thức trở thành giáo sư vào năm 1942 và vẫn ở lại Harvard cho đến khi qua đời. Ông là Giáo sư lịch sử cổ đại và hiện đại McLean từ năm 1946 đến năm 1968. Suốt trong nhiều năm liền ông từng dạy một khóa học phổ biến tại Harvard dành cho các sinh viên với tên gọi không chính thức "Bữa sáng với Brinton."
Brinton nổi tiếng về cách viết và bình luận sắc sảo, dí dỏm và tao nhã, đồng thời khá thành thạo tiếng Pháp. Trong suốt Thế Chiến II ông từng có lúc làm Trưởng phòng Nghiên cứu và Phân tích tại Luân Đôn trong Cục Tình báo Chiến lược (OSS). Ông còn là Phó ban Phòng cháy (Fire Marshal) cho Thánh đường St Paul tại Luân Đôn, vốn phải chịu đựng cuộc không kích với chút ít thiệt hại. Sau chiến tranh, ông được quân đội Mỹ tuyên dương "Công lao to lớn góp phần vào công cuộc giải phóng nước Pháp" và là chủ tịch Hội Nghiên cứu sinh Harvard vào cuối thập niên 1940, có những thành viên sống trong thời kỳ đó bao gồm McGeorge Bundy và Ray Cline, người đã trở nên khá có ảnh hưởng về mặt an ninh quốc gia và tình báo.
Vào đầu những năm 1960 Brinton là người giám sát luận án tại Đại học Harvard của nhà sử học trẻ tuổi Will Johnston. Ông cũng từng làm cố vấn cho nhà sử học Elizabeth Eisenstein, tác giả cuốn The Printing Press as an Agent of Change (Ngành in trong vai trò là tác nhân của sự thay đổi). Năm 1963 Brinton được bầu làm chủ tịch Hiệp hội Sử học Mỹ.  Ông còn là chủ tịch Hiệp hội Nghiên cứu Lịch sử Pháp. Ngày 19 tháng 2 năm 1968, Brinton đã ra làm chứng tại các Phiên điều trần Fulbright về cuộc chiến tranh Việt Nam hệt như bản chất của một phe đối lập người Việt, nói rằng người Mỹ có cảm tình với cuộc cách mạng, nhưng không phải là một người Cộng sản, và nếu như Hồ Chí Minh chưa từng là người Cộng sản thì, "toàn bộ câu chuyện đã khác đi rồi.". Ông mất ngày 7 tháng 9 năm 1968.
Brinton có viết một bài đánh giá quyển Tragedy and Hope (Bi kịch và hy vọng) của Carroll Quigley. Trong số những tác phẩm của ông đã truyền cảm hứng cho Samuel P. Huntington, người trích dẫn Brinton nhiều lần trong cuốn Political Order in Changing Societies (Trật tự chính trị làm thay đổi các xã hội), và Robert Struble, Jr., trong cuốn Treatise on Twelve Lights (Luận về mười hai thứ chân lý).

## Tác phẩm
- The Political Ideas of the English Romanticists[9] (Tư tưởng chính trị của phái lãng mạn nước Anh), 1926, tái bản 1966.
- The Jacobins: An Essay in the New History[10] (Jacobin: Luận về lịch sử mới), 1930, một cuốn sách kể chi tiết về căn nguyên chính trị của cuộc Cách mạng Pháp
- English Political Thought in the Nineteenth Century (Tư tưởng chính trị nước Anh thế kỷ XIX), 1933.
- A Decade of Revolution, 1789-1799[11] (Thập niên cách mạng, 1789-1799), 1934, một nghiên cứu về cuộc Cách mạng Pháp
- "The History of Paper Money to the War", (Lịch sử tiền giấy trong chiến tranh) The Journal of Modern History (Tạp chí lịch sử hiện đại) tập 6, số 3, tháng 9 năm 1934
- The Lives of Talleyrand[12] (Tiểu sử Talleyrand), 1936, cuốn tiểu sử Talleyrand với góc nhìn đầy thiện chí khá độc đáo
- The Anatomy of Revolution (Mổ xẻ cuộc cách mạng), 1938, tái bản 1965.
- Ideas and Men: the Story of Western Thought[13] (Tư tưởng và con người: Câu chuyện tư tưởng phương Tây), 1950, tái bản 1963, kể về tư tưởng phương Tây từ thời Hy Lạp cổ đại cho đến nay
- A History of Western Morals[14] (Lịch sử luân lý phương Tây), 1959, một cuốn sách bàn về các vấn đề luân lý phương Tây
- The Shaping of the Modern Mind[15] (Hình thái tinh thần hiện đại), 1963, một phiên bản rút gọn của cuốn Ideas and Men (Tư tưởng và con người)
- "Ideas in History" (Lịch sử tư tưởng), The Journal of Modern History (Tạp chí lịch sử hiện đại)  tập 37, số 4, tháng 12 năm 1965
- The Americans and the French[16] (Người Mỹ và người Pháp), 1968, một nỗ lực để giải thích các mối quan hệ hay gặp khó khăn giữa hai đồng minh lâu đời